# توسکای مکزیکی
توسکای مکزیکی (نام علمی: Alnus jorullensis) نام یک گونه از سرده توسکا است.